# Телегас
Телегас — река в России, левый приток Сока. Протекает в Камышлинском районе Самарской области. Устье реки находится в 283 км по левому берегу реки Сок. Длина реки составляет 20 км.

## Данные водного реестра
По данным государственного водного реестра России относится к Нижневолжскому бассейновому округу, водохозяйственный участок реки — Сок от истока и до устья. Речной бассейн реки — Волга от верховий Куйбышевского вдхр. до впадения в Каспий.
Код объекта в государственном водном реестре — 11010000612112100005693.